# Mairac

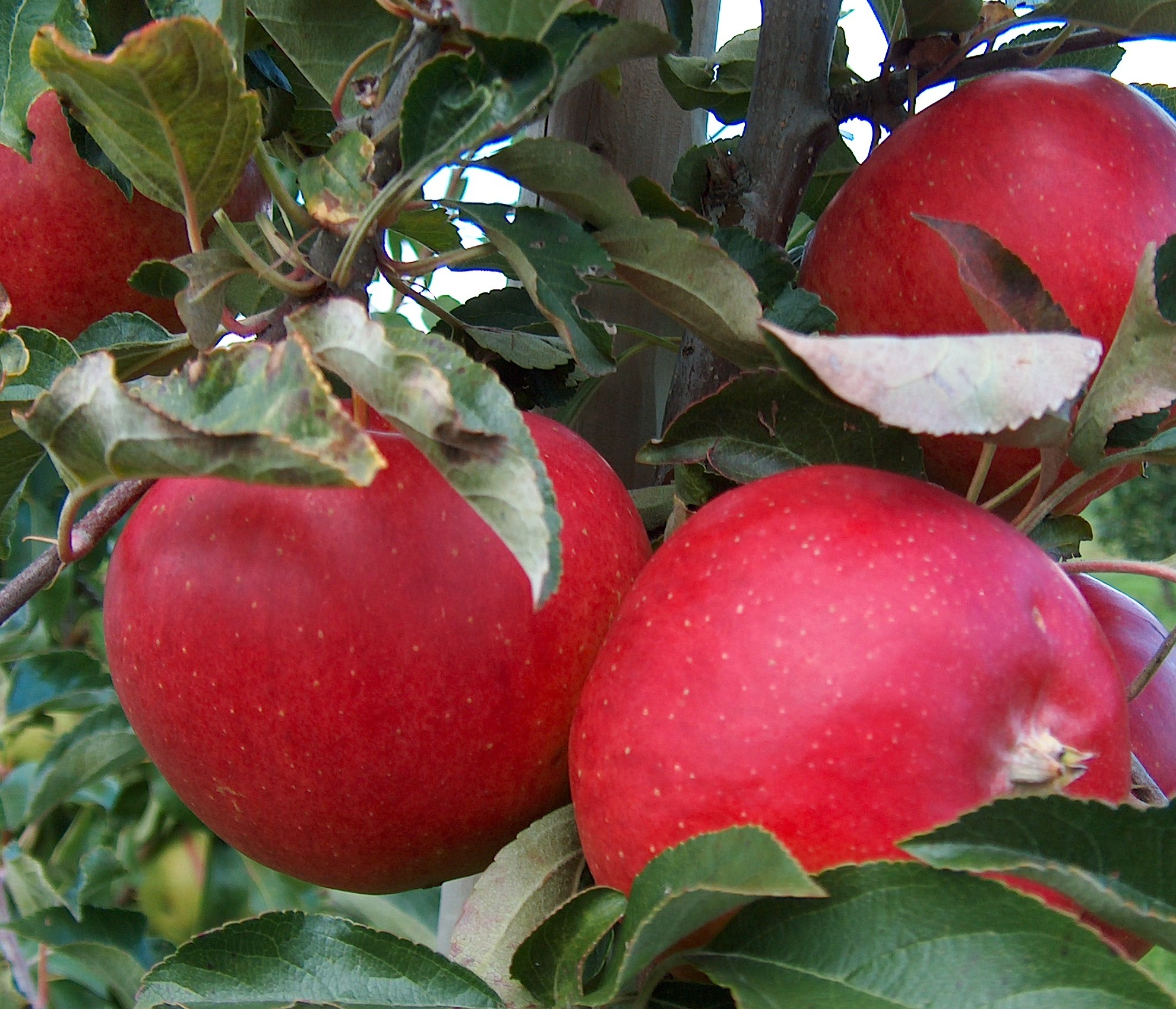

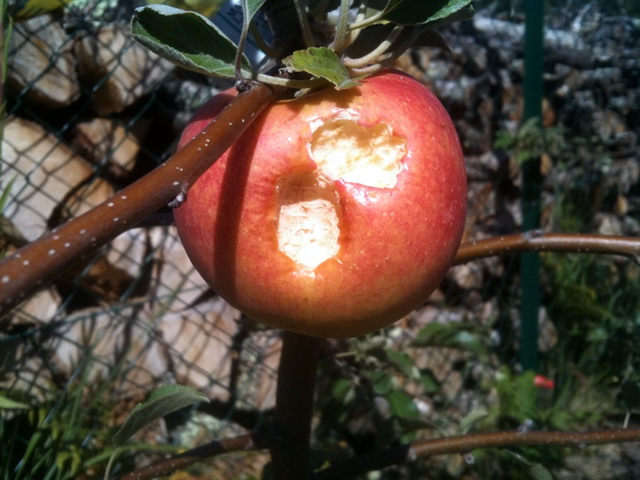
Pomme Mairac grignotée par un frelon.

La Mairac est un cultivar de pommier domestique, dont le fruit est une pomme bicolore d'un rouge flamboyant moucheté de grains de couleur rouille sur un fond jaune vanille.

## Caractéristiques
Sa couleur braise tirant sur le rouge sang lui vient de son grand-parent, la Franc-Roseau. Comme sa robe est mat, elle évoque un côté naturel. La forme du fruit est ronde, très légèrement aplatie. C'est un fruit de calibre moyen à gros (65-85). Les principales caractéristiques de Mairac résident dans sa qualité gustative résultant d'un bon équilibre entre sucre, acidité, fermeté et jutosité. La Mairac a du "crunch".

## Origine
La variété Mairac est une obtention du Centre des Fougères (Conthey, Valais) de la station de recherche Agroscope Changins - Wädenswil ACW Changins en Suisse au bord du lac Léman, en Suisse romande, région très propice à la culture des pommes. Cette hybridation, Gala x Maigold, a été réalisée en 1986 dans le cadre d'un programme de sélection dirigé par Ch. Rapillard. La Mairac, variété 100 % suisse a été officiellement lancée le 24 janvier 2002 à Martigny.

## Valeur analytique
Sucre en % Brix 14 à 15,3 
Acide malique (g/l)6,5
Fermeté (kg/cm2) 8,1 à 10.0

## Culture
L'arbre est de vigueur moyenne. La végétation est équilibrée et les rameaux à fruits sont souvent à port pleureur (port de type 3). Elle est peu sensible à la tavelure du pommier et à l'oïdium. Arbre exigeant en fumure. Variété attirante de par sa bonne conservation du fait de sa sensibilité aux maladies, mais nécessite de très nombreux traitements fongicides.
Floraison mi-précoce. La variété est pollinisée par Braeburn, Elstar, Gala, Golden Delicious, Idared, Pink Lady.

## Récolte, conservation et consommation
La Mairac se récolte de mi-septembre à mi-novembre. Elle se conserve en réfrigérateur sous Ultra Low Oxygen (ULO) avec 3 ° de froid, 90-92 % d'humidité, 1,5 % de CO2 et 1 % d'oxygène.
Elle se consomme depuis le début du mois de mars. C'est à ce moment que ses qualités gustatives sont les plus équilibrées.
Elle n'est commercialisée qu'en Suisse romande et en Autriche, ainsi que à Val d'Aoste en Italie.